# Secretaria de Desenvolvimento Urbano e Habitação do Estado de São Paulo
| Secretaria de Desenvolvimento Urbano e Habitação                                                                            |                          |
| Rua Boa Vista, 170 - 10º, 12º, 14º ao 16º andares - São Paulo-SP - CEP: 01014-930 https://www.habitacao.sp.gov.br/habitacao |                          |
| Atual secretário | Marcelo Cardinale Branco |

A Secretaria de Desenvolvimento Urbano e Habitação é uma das secretarias vinculadas ao poder executivo do Estado de São Paulo. Sua estrutura reúne as competências antes pertencentes a Secretaria Estadual de Habitação.

## Conselhos

### Conselho Estadual de Habitação
O Conselho Estadual de Habitação (CEH), foi instituído pelo artigo 3º da Lei Estadual n° 12.801 e regulamentado pelos artigos 3º a 8º do Decreto Estadual n° 53.823/2008, de 15 de dezembro de 2008, possui como atribuições:
- proposição de programas e ações, visando ao desenvolvimento da Política Estadual para a Habitação de Interesse Social;
- promoção e cooperação dos governos federal, estadual e municipais com a sociedade civil organizada na formulação e execução da política estadual da Habitação de Interesse Social (HIS);
- promoção de parceria com organismos governamentais e não governamentais nacionais e internacionais;
- realização estudos, pesquisas, seminários e debates, sobre o desenvolvimento habitacional no Estado;
- disseminação dos resultados alcançados pelos programas e ações desenvolvidos.

### Conselho Gestor do Fundo Paulista de Habitação de Interesse Social
O Conselho Gestor do Fundo Paulista de Habitação de Interesse Social (CGFPHIS), instituído pelo artigo 12 da Lei nº 12.801, de 15 de janeiro de 2008 e regulamentado pelos artigos 13 a 18 do Decreto nº 53.823, de 15 de dezembro de 2008, é órgão colegiado de caráter deliberativo da política de aplicação dos recursos do Fundo Paulista de Habitação de Interesse Social – FPHIS, possui como atribuições:
- estabelecer diretrizes e critérios de alocação dos recursos do Fundo Paulista de Habitação de Interesse Social (FPHIS), observando o disposto na legislação de regência e nas políticas habitacionais do Estado, direcionadas à população de baixo poder aquisitivo,

- estabelecer condições para o aporte de recursos e subsídios combinados com os recursos federais, permite articular a aplicação dos investimentos públicos em habitação e fomenta a participação dos atores privados.

### Conselho Gestor do Fundo Garantidor Habitacional
O Conselho Gestor do Fundo Garantidor Habitacional (CGFGH), instituído pelo artigo 17 da Lei Estadual n° 12.801, de 15 de janeiro de 2008 e regulamentado pelo Decreto Estadual n° 53.823/2008, de 15 de dezembro de 2008, é órgão colegiado de caráter deliberativo da política de aplicação dos recursos do Fundo Garantidor Habitacional - FGH.
- O Conselho Gestor do Fundo Garantidor Habitacional busca garantir operações de crédito e o risco de performance, equalizar taxas de juros e conceder aval e apoio às operações de securitização de recebíveis. É um modelo inovador de articulação entre o Poder Público e demais agentes promotores e financeiros.

## Programas e Projetos

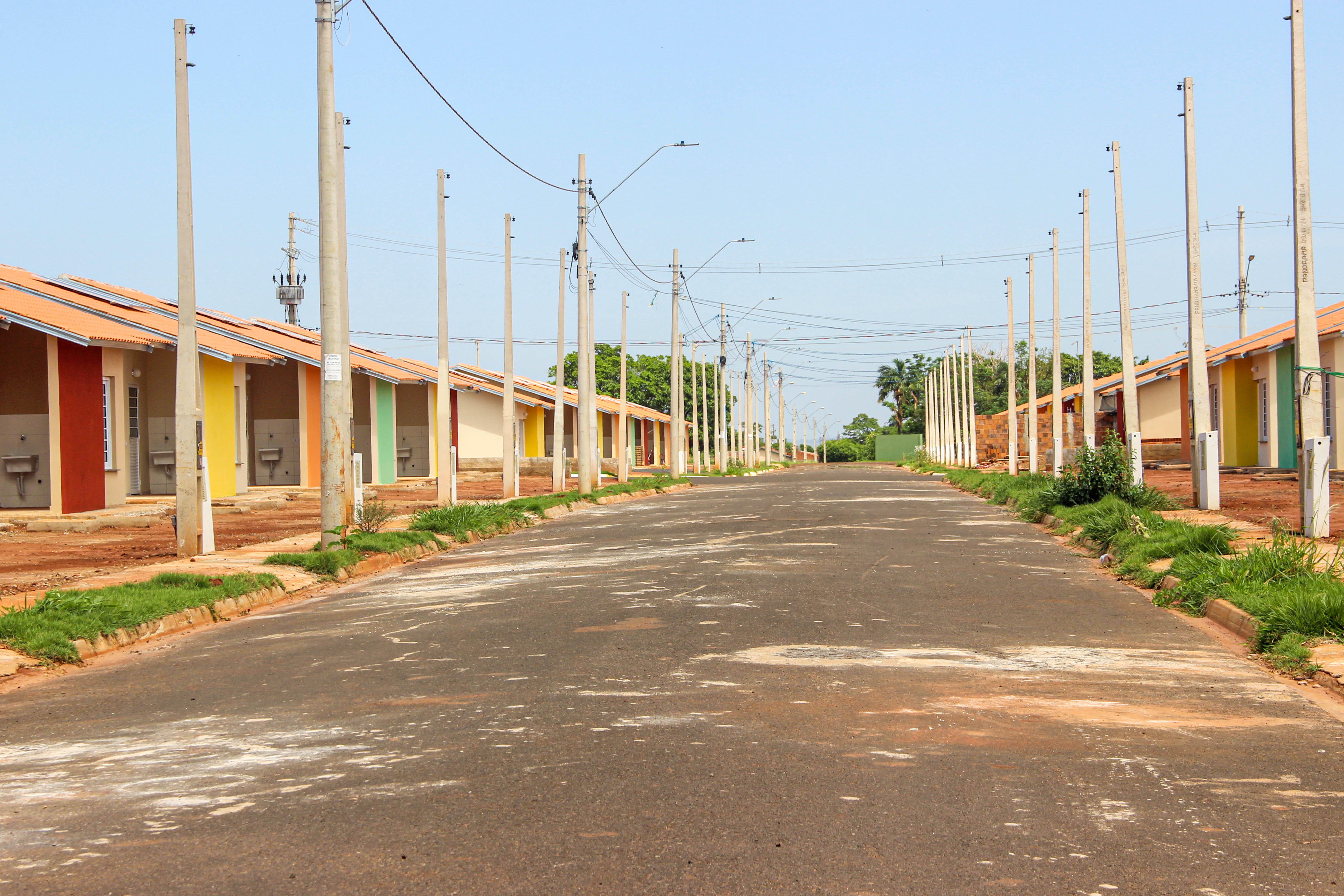
Conjunto Habitacional entregue pelo Casa Paulista em Paulicéia-SP, em 2023.

### Casa Paulista
O Programa Casa Paulista é uma iniciativa conjunta da Secretaria de Desenvolvimento Urbano e Habitação com a Companhia de Desenvolvimento Habitacional e Urbano do Estado de São Paulo que tem como objetivo garantir o acesso à moradias dignas para famílias de baixa renda. Possui quatro frentes de atuação, que podem ser descritas por:
- Concessão de crédito imobiliário para o cidadão adquirir seu imóvel diretamente com as construtoras/incorporadoras;
- Construção e entrega de casas populares;
- Regularização fundiária imóveis em áreas urbanas;
- Execução de obras de urbanização e de melhorias habitacionais e urbanas nos municípios paulistas.

A modalidade Casa Paulista - CCI é uma carta de crédito imobiliário que disponibiliza certificados de subsídios para famílias com renda bruta mensal de até R$ 4.554,00. Esses subsídios são destinados à compra de unidades habitacionais em empreendimentos aprovados pela secretaria, dentro dos financiamentos da CAIXA e do FGTS.

## Titulares
| Secretário | Secretário                                       | Imagem                 | Partido | Denominação                                               | Início do Mandato      | Fim do Mandato          | Governador                         | Ref.          |
| ---------- | ------------------------------------------------ | ---------------------- | ------- | --------------------------------------------------------- | ---------------------- | ----------------------- | ---------------------------------- | ------------- |
| 1.º        | Adriano Murgel Branco                            |                        |         | Secretaria Estadual de Habitação e Desenvolvimento Urbano | 15 de março de 1987    | 1988                    | Orestes Quércia (PMDB)             | [ 5 ]         |
| 2.º        | Luiz Carlos dos Santos                           |                        | PMDB    | Secretaria Estadual de Habitação e Desenvolvimento Urbano | 1988                   | 15 de março de 1991     | Orestes Quércia (PMDB)             | [ 6 ]         |
| 3.º        | José Machado de Campos Filho                     |                        | PMDB    | Secretaria Estadual de Habitação e Desenvolvimento Urbano | 15 de março de 1991    | 1994                    | Luiz Antônio Fleury Filho (PMDB)   | [ 7 ]         |
| 4.º        | Geraldo Cesar Bassoli Cezare                     |                        |         | Secretaria Estadual de Habitação e Desenvolvimento Urbano | 1994                   | 1° de janeiro de 1995   | Luiz Antônio Fleury Filho (PMDB)   |               |
| 5.º        | Duarte Nogueira                                  |                        | PFL     | Secretaria Estadual de Habitação                          | 1° de janeiro de 1995  | 1996                    | Mário Covas (PSDB)                 | [ 8 ]         |
| -          | Hugo Vinícius Scherer Marques da Rosa (Interino) |                        |         | Secretaria Estadual de Habitação                          | 1996                   | 1996                    | Mário Covas (PSDB)                 |               |
| 6.º        | Dimas Ramalho                                    |                        | PMDB    | Secretaria Estadual de Habitação                          | 1997                   | 1998                    | Mário Covas (PSDB)                 | [ 9 ]         |
| 7.º        | Duarte Nogueira                                  |                        | PFL     | Secretaria Estadual de Habitação                          | 1998                   | maio de 1998            | Mário Covas (PSDB)                 |               |
| 8.º        | Francisco Prado de Oliveira Ribeiro              |                        | PTB     | Secretaria Estadual de Habitação                          | maio de 1998           | 6 de março de 2001      | Mário Covas (PSDB)                 |               |
| 8.º        | Francisco Prado de Oliveira Ribeiro              | 6 de março de 2001     | PTB     | Secretaria Estadual de Habitação                          | 31 de dezembro de 2002 | [ 10 ]                  | Mário Covas (PSDB)                 |               |
| 8.º        | Francisco Prado de Oliveira Ribeiro              | 6 de março de 2001     | PTB     | Secretaria Estadual de Habitação                          | 31 de dezembro de 2002 | [ 10 ]                  | Geraldo Alckmin (PSDB)             |               |
| 9.º        | Barjas Negri                                     |                        | PSDB    | Secretaria Estadual de Habitação                          | 1° de janeiro de 2003  | 28 de maio de 2004      | [ 11 ] [ 12 ]                      |               |
| 10.º       | Mauro Bragato                                    |                        | PSDB    | Secretaria Estadual de Habitação                          | 28 de maio de 2004     | 28 de maio de 2004      |                                    |               |
| 11.º       | Márcio Antonio Bueno                             |                        |         | Secretaria Estadual de Habitação                          | 1° de janeiro de 2005  | 31 de dezembro de 2006  |                                    |               |
| 11.º       | Márcio Antonio Bueno                             | Cláudio Lembo (PFL)    |         | Secretaria Estadual de Habitação                          | 1° de janeiro de 2005  | 31 de dezembro de 2006  |                                    |               |
| 12.º       | Lair Alberto Soares Krähenbühl                   |                        |         | Secretaria Estadual de Habitação                          | 1° de janeiro de 2007  | 31 de dezembro de 2010  | José Serra (PSDB)                  | [ 13 ]        |
| 12.º       | Lair Alberto Soares Krähenbühl                   | Alberto Goldman (PSDB) |         | Secretaria Estadual de Habitação                          | 1° de janeiro de 2007  | 31 de dezembro de 2010  |                                    | [ 13 ]        |
| 13.º       | Silvio França Torres                             |                        | PSDB    | Secretaria Estadual de Habitação                          | 1° de janeiro de 2011  | 31 de dezembro de 2014  | Geraldo Alckmin (PSDB)             | [ 14 ]        |
| 14.º       | Nelson Baeta Neves                               |                        | DEM     | Secretaria Estadual de Habitação                          | 1° de janeiro de 2015  | 18 de março de 2015     | Geraldo Alckmin (PSDB)             | [ 15 ]        |
| 15.º       | Rodrigo Garcia                                   |                        | DEM     | Secretaria Estadual de Habitação                          | 18 de março de 2015    | 1° de fevereiro de 2018 | Geraldo Alckmin (PSDB)             | [ 16 ] [ 17 ] |
| 16.º       | Nelson Baeta Neves                               |                        | DEM     | Secretaria Estadual de Habitação                          | 2 de fevereiro de 2018 | 31 de dezembro de 2018  | Geraldo Alckmin (PSDB)             | [ 18 ]        |
| 16.º       | Nelson Baeta Neves                               | Márcio França (PSB)    | DEM     | Secretaria Estadual de Habitação                          | 2 de fevereiro de 2018 | 31 de dezembro de 2018  |                                    | [ 18 ]        |
| 17.º       | Flávio Amary                                     |                        | PSDB    | Secretaria Estadual de Habitação                          | 1° de janeiro de 2019  | 31 de dezembro de 2022  | João Dória (PSDB)                  | [ 19 ]        |
| 17.º       | Flávio Amary                                     | Rodrigo Garcia (PSDB)  | PSDB    | Secretaria Estadual de Habitação                          | 1° de janeiro de 2019  | 31 de dezembro de 2022  |                                    | [ 19 ]        |
| 18.º       | Marcelo Cardinale Branco                         |                        |         | Secretaria Estadual de Habitação e Desenvolvimento Urbano | 1° de janeiro de 2023  | atualidade              | Tarcísio de Freitas (Republicanos) | [ 20 ]        |